# Matthew Cockbain
Pas d'image ? Cliquez ici

a Compétitions nationales et continentales officielles uniquement.

b Matchs officiels uniquement.
Dernière mise à jour le 13 septembre 2018.
Matthew James Cockbain, né le 19 septembre 1972 à Cairns, est un ancien joueur de rugby à XV australien qui a joué avec l'équipe d'Australie de 1997 à 2003 (63 sélections). Il jouait deuxième ligne ou troisième ligne aile (1,95 m, 108 kg). 

## Palmarès
- 73 matchs de Super 12/14 avec les reds
- Vainqueur de la coupe du monde 1999 et finaliste de la coupe du monde 2003
- Nombre de matchs avec l'Australie : 63

dont : 4 en 1997, 13 en 1998, 11 en 1999, 7 en 2000, 11 en 2001, 10 en 2002 et 9 en 2003